# Clepsis limana
Clepsis limana es una especie de polilla del género Clepsis, categorizada en la tribu Archipini, de la subfamilia Tortricinae.

## Distribución
Se distribuye por Brasil.

## Taxonomía
Fue descrita por Razowski & Becker en 2003 y publicada en (Clepsis), SHILAP Revta. Lepid. 31: 140.